# Rue Saint-Jean-Baptiste
La rue Saint-Jean-Baptiste est une rue du centre de la ville de Liège (Belgique) située dans le sous-quartier de Féronstrée et Hors-Château.

## Odonymie
La rue rend hommage à Jean le Baptiste (Saint Jean-Baptiste). Une église lui était dédiée au coin de la rue et de Féronstrée (angle sud-ouest). Cette église Saint-Jean-Baptiste aurait été érigée en 1203, reconstruite en 1713 avant de s'écrouler en 1797, d'être vendue en 1798 et démolie peu de temps après.

## Situation et description

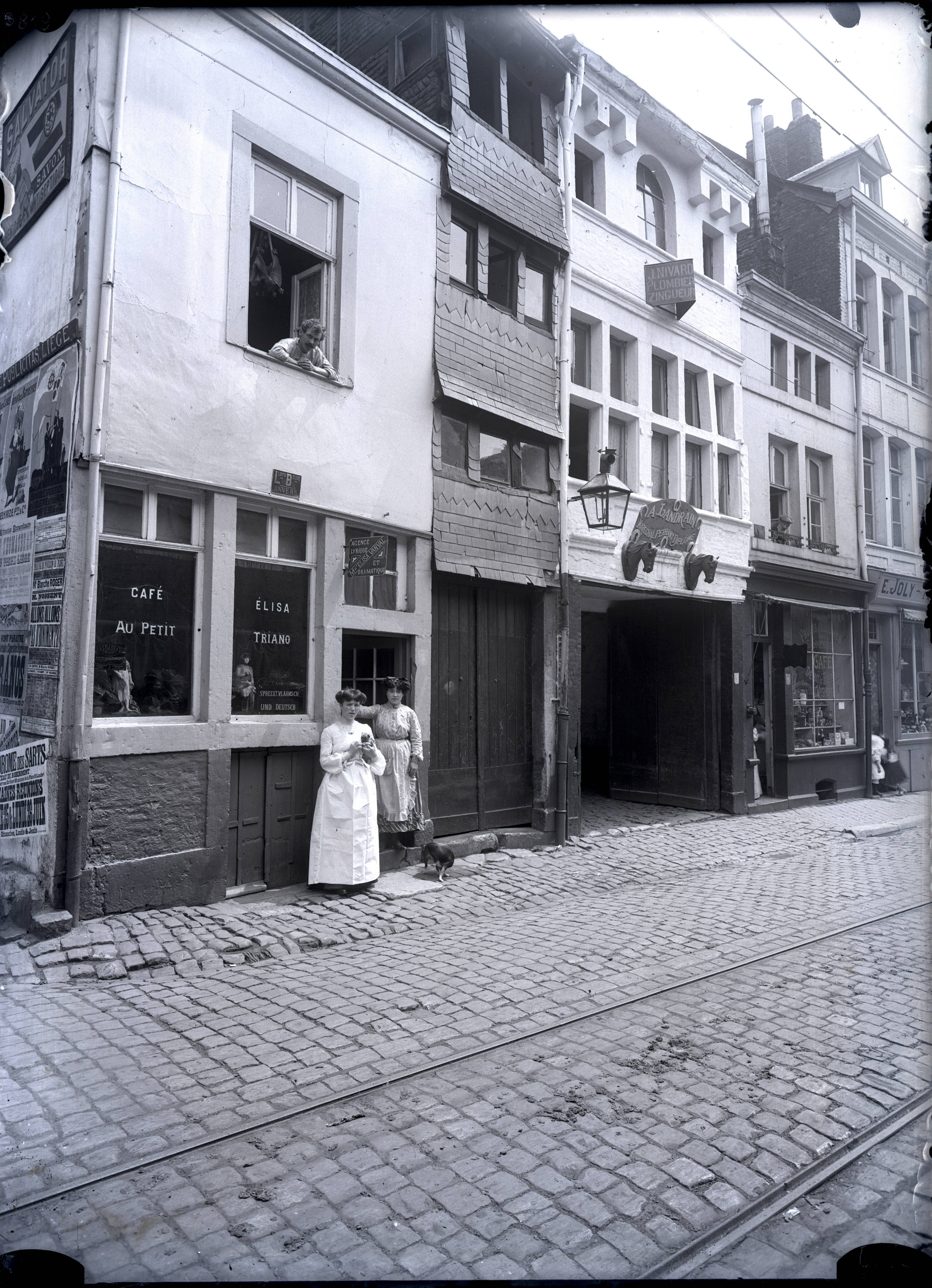
Habitations des vers 1900.

Cette rue relie Féronstrée à La Batte sur une distance d'environ 110 m. Bien qu'elle en ait conservé le nom, l'artère actuelle n'a plus rien de commun, si ce n'est sa situation géographique, avec la rue Saint-Jean-Baptiste d'avant 1960. En effet, la construction de l'îlot Saint-Georges dans les années 1960 (pour la partie ouest) et 1970 (pour la partie est) a fait disparaître la totalité des immeubles avec façades sur la rue et a élargi la voirie pour en faire un axe routier permettant de relier les quais de Meuse à Féronstrée et à la rue Hors-Château via la rue Velbruck. Certaines façades des XVIIe et XVIIIe siècles ont été démontées et remontées notamment dans les rues Saint-Georges et Sur-les-Foulons. L'ancien relais de poste, situé rue Saint-Jean-Baptiste et classé en 1951, a lui été remonté impasse des Ursulines en vue de la création d'un musée de l'Architecture,. L'îlot Saint-Georges a aussi fait disparaître la rue Pécluse qui se raccordait à la rue Saint-Jean-Baptiste. 
Dans les années 1910, les travaux d'élargissement des égouts mettent au jour les fondations de l'église paroissiale ainsi qu'une voûte enjambant un ancien cours d'eau, le ruisseau Saint-Jean.

## Voiries adjacentes
- Rue Velbruck
- Féronstrée
- Rue Barbe-d'Or
- La Batte

### Source et lien externe
- Claude Warzée, « L’îlot Saint-Georges », sur Histoires de Liège, 24 janvier 2017 (consulté le 5 août 2023)